# Parahyliota siamensis
Parahyliota siamensis is een keversoort uit de familie spitshalskevers (Silvanidae). De wetenschappelijke naam van de soort werd in 1901 gepubliceerd door Gilbert John Arrow.